# The journey continues

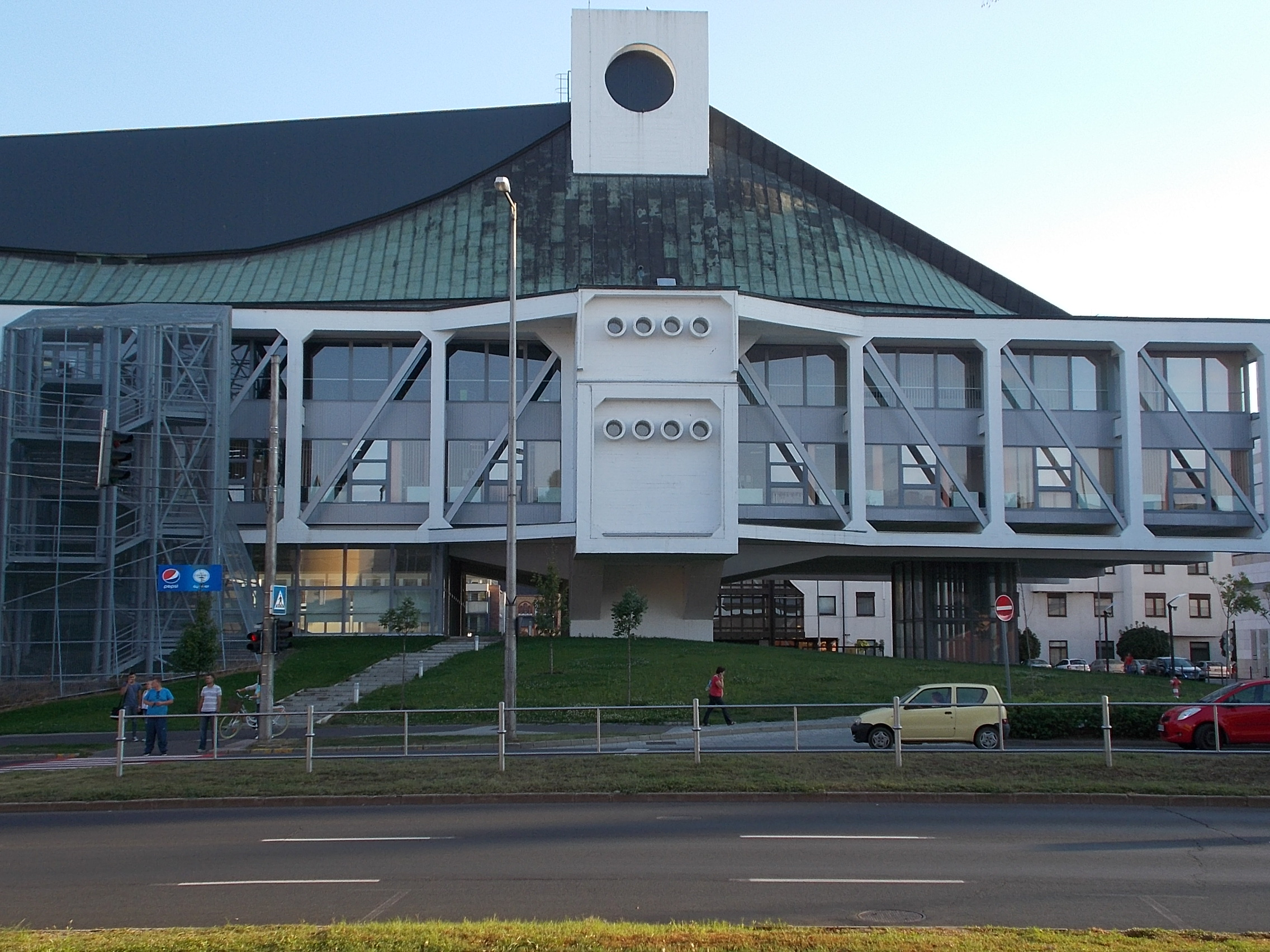
VMKK in 2017

The journey continues is een livealbum van Djabe en Steve Hackett. 

## Inleiding
Tussen al de concerten die hij met zijn eigen band verzorgde vond gitarist Steve Hackett ook nog de gelegenheid een kleine tournee in Oost-Europa te verzorgen. Dat deed hij niet met "zijn eigen” musici maar met de Hongaarse band Djabe. De combinatie kreeg daarbij enkele dagen rust omdat buitenluchtconcerten afgeblazen moesten worden vanwege slecht weer. Het concert op 3 augustus 2019 te Nyíregyháza (Váci Mihály Kulturális Központ, VMKK) kon wel doorgang vinden en werd zowel qua beeld als geluid opgenomen.  Hackett stelde zich bij die concerten grotendeels ter beschikking van Djabe, de soli die hij met eigen band laat horen bleven achterwege. De meeste track zijn liveversies van nummers van het album Life is a journey uit 2017.

## Musici
- Tamás Barabás – basgitaar, zang
- Attila Égerházi – gitaar, zang
- Áron Koós-Hutás – trompet, flugelhorn
- János Nagy – toetsinstrumenten
- Péter Kaszás – drumstel, zang, percussie
- Gulli Briem – drumstel (After limoncello)
- Steve Hackett – gitaar, zang

## Muziek
| Nr. | Titel                   | Duur |
| --- | ----------------------- | ---- |
| 1.  | New worlds              | 9:46 |
| 2.  | Reflection of Thierache | 7:33 |
| 3.  | Life is a journey       | 9:55 |
| 4.  | Castelardo at night     | 8:45 |
| 5.  | Buzzy Island            | 7:13 |
| 6.  | Tears for peace         | 5:34 |

| Nr. | Titel                  | Duur  |
| --- | ---------------------- | ----- |
| 1.  | Last train to Istanbul | 6:07  |
| 2.  | Golden sand            | 8:49  |
| 3.  | Hairless heart         | 2:22  |
| 4.  | Firth of Fifth         | 3:59  |
| 5.  | Gallop                 | 3:48  |
| 6.  | Lava lamp              | 17:42 |
| 7.  | Los endos              | 8:36  |
| 8.  | In the quiet earth     | 5:31  |
| 9.  | After limoncello       | 8:08  |

De laatste twee nummers dateren uit 2018 tijdens een concert in St. Veit, Oostenrijk